# Фінська музика
Фінська музика, або музика Фінляндії, є однією із самобутніх європейських музичних культур.

## Витоки
Найдревніший пласт фінської музики представлений пастушими награваннями на берестяних ріжках і різноманітних дудках, а також народними піснями, серед яких — т. зв. йойку — короткі вільні імпровізації речитативного складу, що відрізняються великою кількістю музичних і текстових повторів, альтерацій. На сході країни побутували також плачі-причитання, героїчні та епічні пісні — «руни», що споріднюють фінську музику з естонською та карельською. Побутували також різноманітні за характером обрядові, трудові, жартівливі, ігрові, любовні й танцювальні пісні, багато з яких збереглося до наших днів. Значна кількість народних рун була зібрана й опублікована Е. Льонертом у збірнику «Калевала» (1835 — 1849), а пізніше, 1893 року, І. Крон, А. Лаунис і А. О. Вяйсянен видали збірник понад 15 000 рун та інших народних пісень. Ці пісні справили значний вплив на творчість багатьох фінських композиторів XIX—XX століть.
Помітний вплив на розвиток фінської музики зробив григоріанський спів, багато в чому, завдяки фінським студентам, що вчилися в Європі. У числі ранніх зразків, позначених його впливом — записи пісень, зроблені в XII — XVI століттях, меса єпископату в Турку (Missale «boense» видана в 1488) і керівництво ("Manuale «boense», 1522). З приєднанням Фінляндії до руху Реформації (середина 16 століття) отримав поширення протестантський хорал. Середньовічні церковні фрески із зображенням музичних інструментів свідчать про поширення у фінів в інструментальної музики в цей період.
Світська музична культура почала розвиватися в столиці Фіндяндії — Турку з кінця 18 століття, коли місто стало великим культурним центром. Виникли музичні товариства, що організовували публічні концерти, запрошували італійські оперні трупи. В цей період виділяються перші фінські композитори — T. Туліндберг та Ф. Пасіус, автор фінського національного гімну.

## Становлення фінської школи
Підйом національної самосвідомості в період окупації Фінляндії Російською імперією сприяв підвищенню інтересу до минулого країни та національних традицій. З'являються перші твори, написані на національні сюжети, «калевалы» — симфонія А. Інгеліуса, симфонічна увертюра «Куллерво» Ф. Шанца (1860). Відкриття Музичного інституту в Гельсінські (1882) та заснування на його базі оркестрового товариства сприяло підвищенню професійного рівня фінських музикантів. Визначну роль в цьому процесі відіграли композитор Мартін Вегеліус та диригент Роберт Каянус, які пропагували фінську музику на батьківщині і за кордоном і пробуджували інтерес до національної культури у своїх учнів.

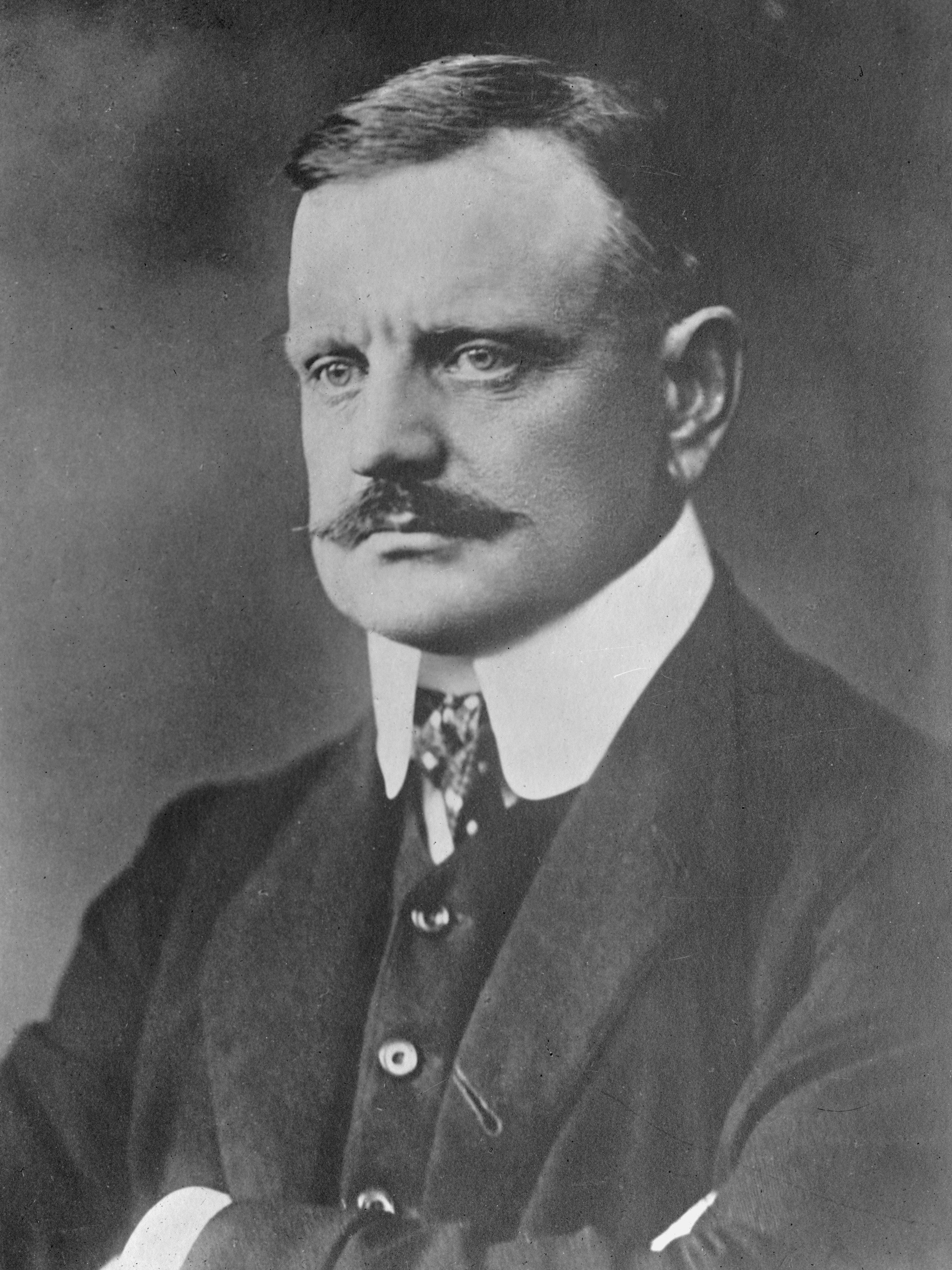
Ян Сібеліус (1865—1957)

Найвідомішим із вихованців Гельсінського інституту вважається Ян Сібеліус, автор ряду симфоній, симфонічних поем і скрипкового концерту, що здобули світову популярність. Творчість Сібеліуса справила величезний вплив на подальший розвиток фінської композиторської школи з її патріотичними устремліннями, опорою на національний поетичний (широке використання «Калевали») і музичний фольклор, самобутністю колориту і романтичною емоційністю. Його ім'ям згодом було названо Гельсінський інститут, що отримав статус консерваторії, а пізніше (1939) — академії.
Серед наступників Сібеліуса такі композитори як:
- Ерккі Мелартін, багаторічний керівник гельсінської консерваторії, автор опери «Айно» та 8 симфоній;
- С. Палмгрен — учень Ф. Бузоні, диригент і піаніст, викладач композиції в консерваторії, автор 5 фортепіанних концертів;
- Тойво Куула — автор оркестрових сюїт і хорів;
- Лееві Мадетоя — автор опери на національний сюжет «Пох'ялайсіа», 3 симфоній, хорів і балету-пантоміми на японський сюжет «Окон-Фуоко»;
- Юрйо Кільпінен — автор близько 700 пісень і ряду вокальних циклів.

## Новітній період

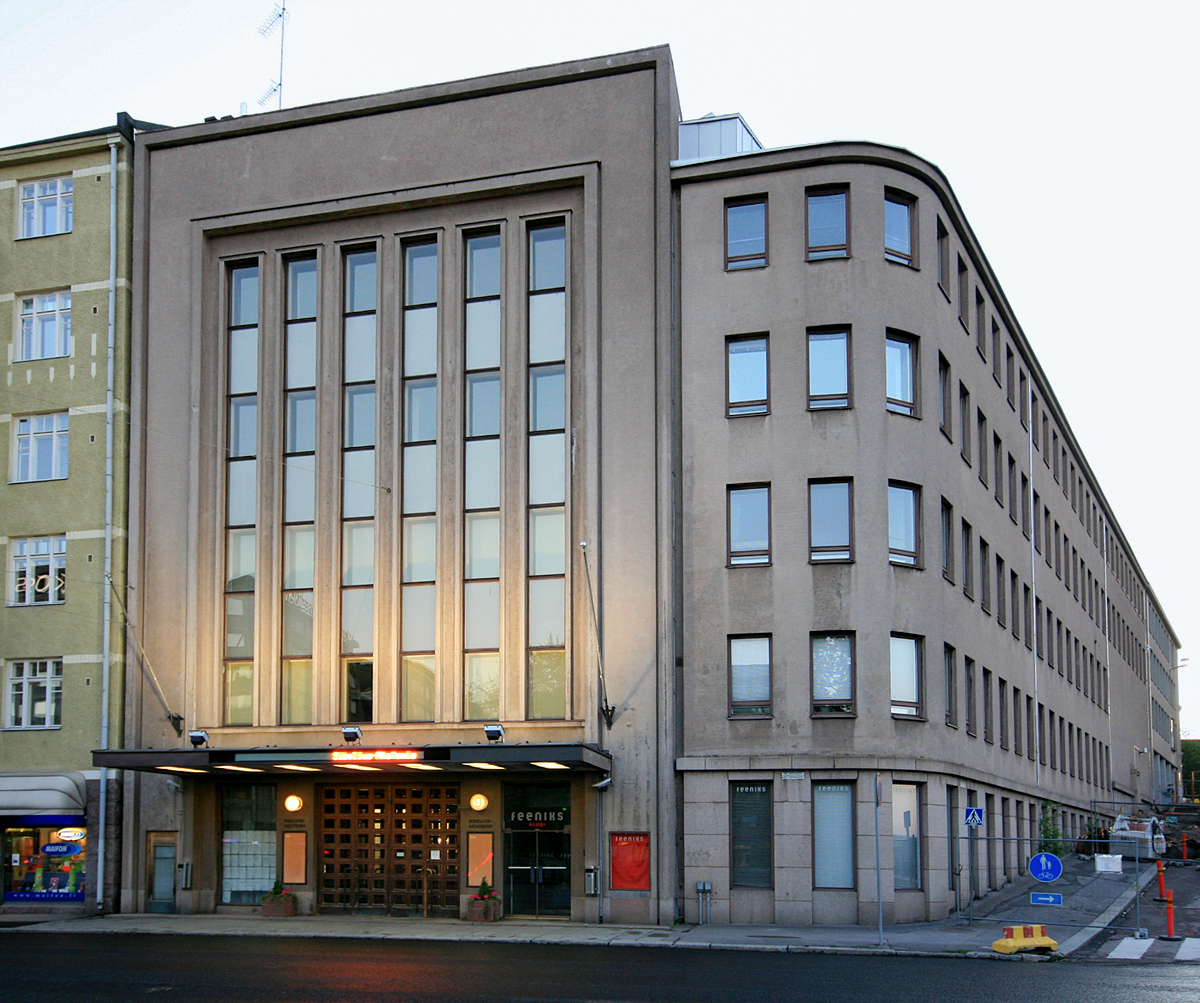
Музична академія ім. Сібеліуса

У повоєнні роки фінська музика зазнала впливів різних течій авангардизму, проте й не полишала національних традицій. В 1945 році була відкрита Асоціація фінських композиторів, а в 1949 році — відділення Міжнародного товариства сучасної музики, що сприяло розширенню кругозору фінських музикантів. Серед провідних композиторів — Ейнар Енглунд (автор 5 симфоній та Реквієму пам'яті Д. Д. Шостаковича), М. Раутіо, Е. Бергман, Йонас Кокконен та інші.
В 1960-70-х роки новітні прийоми музичного письма використовували такі композитори як Ейноюхані Раутаваара, Т. Мартінен, Ауліс Саллінен, У. Меріляйнен, П. Хейнинен, Я. Серміль, Е. Сальменхар, Ю. Линьям, К. Рюдман, X. О. Доннер, П. X. Нордгрен, Лейф Сегерстам.
Серед найбільших фінських виконавців повоєнних років: диригенти — Роберт Каянус, Георг Шнеевойгт, Армас Ярнефельт, Т. Ханнікайнен, Юссі Ялас, М. Сіміл, Т. Хапанен, Н. Е. Фугстед, Й. Панула, Пааво Берглунд, О. Каму, Лейф Сегерстам; хор. диригенти — X. Клеметті, Е. Похйолі, Е. Бергман, Х. Андерсен, піаністи — К. Екман, Е. Лінко, І. Ханнікайнен, Т. Валста, Т. Міккіля, Л. Похйоли, Е. Т. Тавастшерна, Е. Хейнонен, органіст Е. Форсблум; скрипалі — А. Ігнатіус, С. Тукіайнен, X. Сегерстам, віолончелісти — О. Фострем, І. Селін, А. Норас; співачки — А. Фострем, І. Екман, Майккі Ярнефельт-Пальмгрен, А. Акті, X. Гранфельт, А. Раутавара, Р. Коста, співаки — Ф. Форстен, К. Ліндберг, К. Борг, М. Лехтінен, М. Тальвела, Т. Краузе.
В сучасній Фінляндії проводяться численні музичні фестивалі, зокрема — «Тиждень Сібеліуса» в Гельсінкі (з 1951), в Турку (з 1960), Конкурс скрипалів імені Яна Сібеліуса (з 1965), співочі свята (з 1881); Дні культури в м. Ювяскюля (з 1956 року) Дні музики в м. Савонлінна та інші заходи. Окрім Гільсінської академії, музичні інститути працюють у містах Лахти, Тампере, Ювяскюля, Хяменлінна, Куопіо.

## Популярна музика

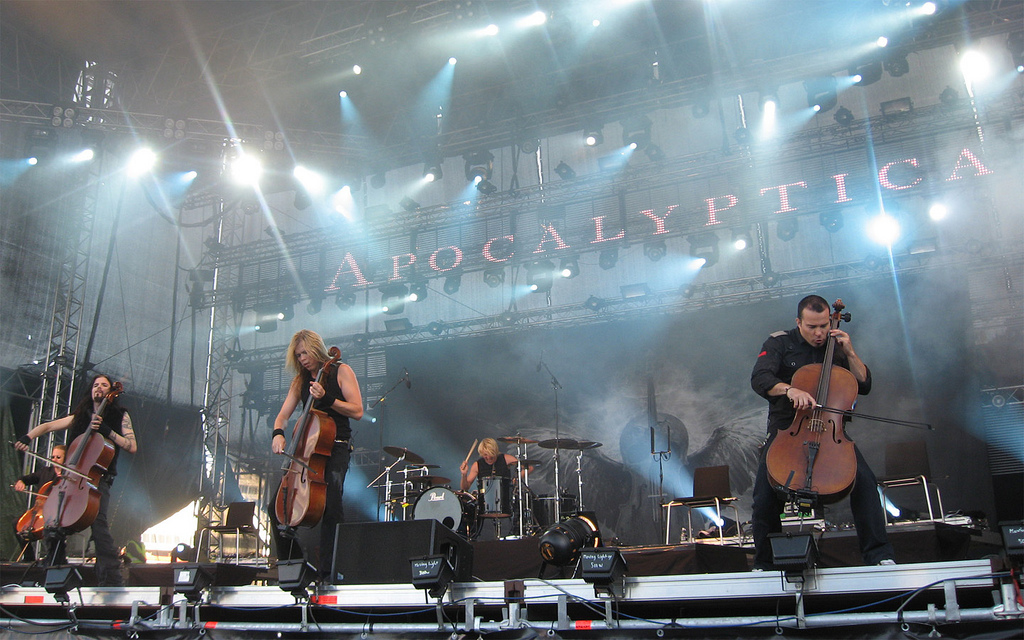
Фінський рок-гурт Apocalyptica на фестивалі Ruisrock

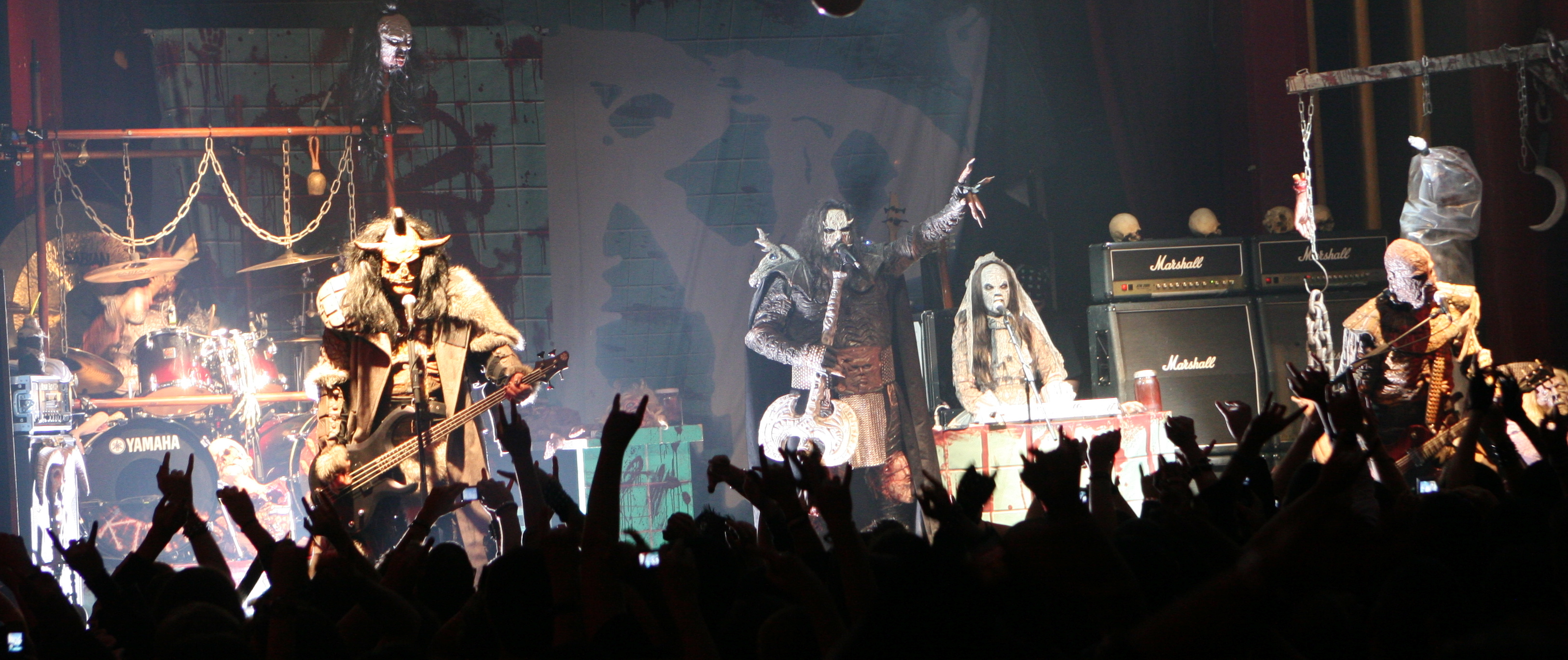
Фінський метал-гурт Lordi, переможець Євробачення 2006

Популярна музика Фінляндії найяскравіше представлена напрямками важкого року та металу. Як і в більшості європейських країн, фінський рок виник під впливом англо-американської музики. В 1970-ті роки на фінській арені здобули успіх перші гурти, що творили рок фінською мовою — Tasavallan Presidentti, Wigwam, Hurriganes. У 1980-х роках із розвитком культури панків стали популярними гурти Terveet Kädet, Hanoi Rocks.
Починаючи з 1990-х років, Фінляндія займає одне з центральних місць у рок-музиці. Серед рок-гуртів Фінляндії — Apocalyptica, Children of Bodom, HIM, Korpiklaani, Nightwish, Sonata Arctica, Stratovarius. 2007 року Фінляндія приймала конкурс «Євробачення», це право для Фінляндії виборов метал-гурт Lordi, що переміг з піснею «Hard Rock Hallelujah» у 2006 році.
Значне місце під кінець 1990-х у Фінляндії зайняла електронна музика, насамперед психоделічний транс, що викрісталізувався на фінській сцені у специфічний різновид — так званий «суомісаунді» (suomisaundi).